# Kevin Dodd
Kevin Dodd (Taylors, 14 luglio 1992) è un giocatore di football americano statunitense che milita nel ruolo di outside linebacker per i Tennessee Titans della National Football League (NFL).

## Biografia

### Tennessee Titans
Dopo avere giocato al college a football coi Clemson Tigers, Dodd fu scelto nel corso del secondo giro (33º assoluto) nel Draft NFL 2016 dai Tennessee Titans. Debuttò come professionista subentrando nella gara del primo turno contro i Minnesota Vikings.

## Statistiche
| Partite totali      | 1 |
| Partite da titolare | 0 |
| Tackle totali       | 0 |
| Sack                | 0 |
| Intercetti          | 0 |
| Fumble forzati      | 0 |